# Gran Turismo Sport

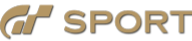
GT Sport Logo

Gran Turismo Sport oder GT Sport  (Untertitel: „The Real Driving Simulator“) ist ein vom japanischen Entwicklerstudio Polyphony Digital exklusiv für die PlayStation 4 entwickeltes Spiel der Gran-Turismo-Serie des Genres Rennsimulation und damit das erste Spiel der Reihe für die PlayStation-4-Konsole. Die Veröffentlichung erfolgte am 18. Oktober 2017. Herausgeber ist Sony Interactive Entertainment. Am 29. September 2023 wurde vom Hersteller angekündigt, dass die Onlinedienste des Spiels zum 31. Januar 2024 eingestellt werden.

## Spielprinzip
Gran Turismo Sport enthält mehrere Spielmodi, die sich unter anderem „Arcade“, „Kampagne“ und „Sport“ nennen. Zusätzlich gibt es einen Editor, mit dem der Spieler eigene Logos und Lackierungen für die Fahrzeuge entwerfen kann.

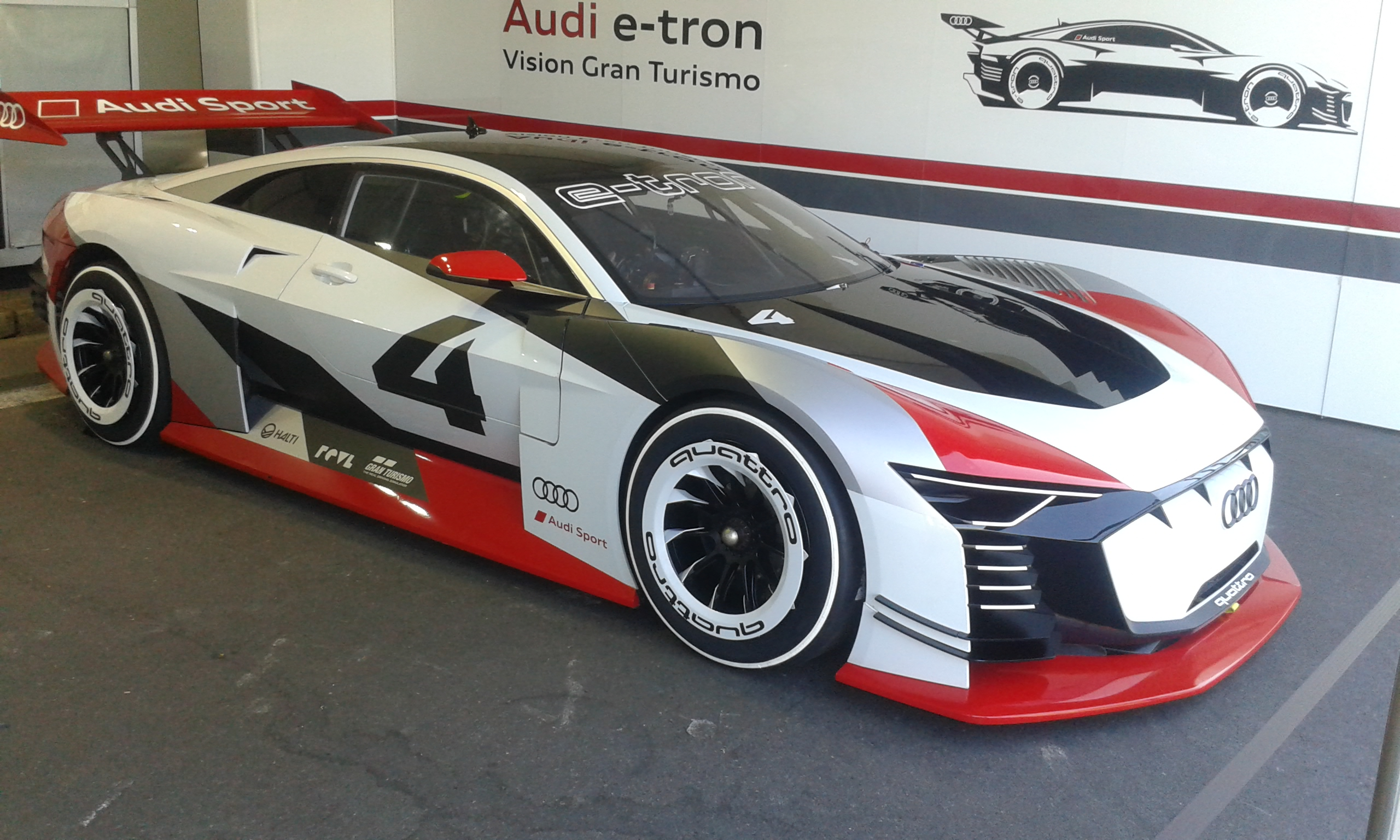
Ein Gran Turismo Vision der Audi VGT

### Kampagne
Dabei handelt es sich um den Karriere-Modus von Gran Turismo Sport, bei dem der Spieler sich als Rennfahrer beweisen soll. Er ist in mehrere Bereiche unterteilt. Zu Beginn waren die drei Bereiche „Fahrschule“, „Missionen“ und „Streckenerfahrung“ vorhanden. In diesen soll der Spieler Fahrzeuge und Strecken kennenlernen und lernen diese zu beherrschen sowie sportliches Verhalten berücksichtigen. Zusätzlich wurde am 22. Dezember 2017 die „GT League“ eingeführt, welche dem Karriere-Modus der Vorgänger entspricht. Die „GT League“ ist in vier Ligen unterteilt (Anfängerliga, Amateurliga, Profiliga und Langstreckenliga). Jede der vier Ligen besteht aus mehreren Rennen, einige davon können über Beschränkungen bei Leistungsstärke, Gewicht, Reifen usw. verfügen.

### Arcade
In diesem Modus können, ohne vorher eine Fahrschule wie im „Kampagnen-Modus“ zu besuchen, Einzelrennen auf einer beliebigen Strecke gefahren werden. Kompetitive Rennen gegen einen weiteren Mitspieler mittels Split Screen sind ebenfalls möglich.

### Sport
In dem Online-Modus treten Spieler aus aller Welt in Rennen gegeneinander an und ermitteln in Turnieren und Ausscheidungswettkämpfen einen Champion. Der Eintritt in den E-Sport wird vom Automobildachverband FIA unterstützt und es soll für einen Spieler mit Erfahrung möglich sein, eine digitale FIA-GT-Lizenz zu beantragen, die einer echten Rennlizenz entspricht.

## Fahrzeuge
Zum Erscheinungstermin waren 163 lizenzierte Serienwagen, Rennwagen und Konzeptfahrzeuge von Herstellern, wie unter anderem Mercedes-Benz, BMW, Audi, Bugatti, Ferrari, Ford und erstmals auch Porsche im Spiel enthalten. Die Auswahl an Fahrzeugen wird stetig erweitert, im November 2020 lag sie bei 329 Fahrzeugen. Allerdings sind manche Fahrzeuge mehrfach vorhanden und unterscheiden sich nur hinsichtlich der Farbe und des Baujahres. Eine Besonderheit sind Fahrzeuge, welche als „Vision Gran Turismo“ bezeichnet werden. Dabei handelt es sich um spezielle Versionen, die in Zusammenarbeit mit den Herstellern eigens für das Videospiel entworfen wurden. Beispiele für eine solche Visionen, die dann zu einem späteren Zeitpunkt auch gebaut wurden, sind der Bugatti Vision Gran Turismo, der Porsche Vision Gran Turismo oder der Audi Vision Gran Turismo.

### Fahrzeugliste
Am 13. November 2020 enthielt Gran Turismo Sport folgende Fahrzeuge:
| Amerika                                            | Amerika         | Amerika                         |
| Fahrzeug                                           | Leistungsklasse | DLC                             |
| -------------------------------------------------- | --------------- | ------------------------------- |
| Chevrolet Chaparral 2X Vision Gran Turismo         | Gr. X           | –                               |
| Chevrolet Camaro SS 2016                           | N 500           | –                               |
| Chevrolet Corvette Stingray Convertible 1969       | N 300           | 22. Dezember 2017               |
| Chevrolet Corvette Stingray 2014                   | N 500           | –                               |
| Chevrolet Camaro ZL1 1LE Package 2018              | N 700           | 26. September 2019              |
| Chevrolet Camaro Z28 1969                          | N 300           | 27. Juni 2019                   |
| Chevrolet Corvette Sting Ray Sport Coupe (C2) 1963 | N 400           | 5. Dezember 2018                |
| Chevrolet Corvette C7 Gr. 4                        | Gr. 4           | –                               |
| Chevrolet Corvette C7 Gr. 3                        | Gr. 3           | –                               |
| Chevrolet Corvette C7 Gr. 3 Road Car               | N 500           | (Meilen-Shop)                   |
| Chevrolet Corvette StingRay Racer Concept 1959     | Gr. X           | 26. September 2019              |
| Dodge Charger SRT Hellcat 2015                     | N 700           | –                               |
| Dodge Challenger R/T 1970                          | N 400           | 28. Februar 2018                |
| Dodge Super Bee 1970                               | N 300           | 26. September 2019              |
| Dodge Viper GTS 2002                               | N 500           | 26. Januar 2018                 |
| Dodge Viper SRT10 Coupé 2006                       | N 500           | 26. September 2018              |
| Dodge Viper GTS 2013                               | N 600           | –                               |
| Dodge Viper Gr. 4                                  | Gr. 4           | –                               |
| Dodge Viper SRT GT3-R 2015                         | Gr. 3           | –                               |
| Dodge SRT Tomahawk Vision Gran Turismo Technology  | Gr. X           | –                               |
| Dodge SRT Tomahawk Vision Gran Turismo Racing      | Gr. X           | –                               |
| Dodge SRT Tomahawk Vision Gran Turismo Street      | Gr. X           | –                               |
| Dodge SRT Tomahawk Vision Gran Turismo Gr. 1       | Gr. 1           | –                               |
| Dodge Charger SRT Hellcat Safety Car 2015          | N 700           | 18. Dezember 2019 (Meilen-Shop) |
| Fittipaldi EF7 Vision Gran Turismo by Pininfarina  | Gr. X           | –                               |
| Ford Focus ST 2015                                 | N 300           | –                               |
| Ford Mustang GT Premium Fastback 2015              | N 400           | –                               |
| Ford Mustang Mach 1 1971                           | N 300           | 28. Februar 2018                |
| Ford F-150 SVT Raptor 2011                         | N 400           | 22. Dezember 2017               |
| Ford GT 2006                                       | N 600           | 26. Januar 2018                 |
| Ford Mustang Gr. 4                                 | Gr. 4           | –                               |
| Ford GT LM Spec II Test Car                        | Gr. 3           | 30. Juli 2018                   |
| Ford Mustang Gr. 3                                 | Gr. 3           | –                               |
| Ford Mustang Gr. B Rally Car                       | Gr. B Rally     | –                               |
| Ford Focus Gr. B Rally Car                         | Gr. B Rally     | –                               |
| Ford GT 2017                                       | N 700           | 18. Dezember 2019               |
| Ford GT40 Mark I 1966                              | N 400           | 28. März 2018                   |
| Ford Mark IV Race Car 1967                         | Gr. X           | 29. August 2018                 |
| Ford Mustang Gr. 3 Road Car                        | N 500           | (Meilen-Shop)                   |
| Infiniti Concept Vision Gran Turismo               | Gr. X           | –                               |
| Plymouth XNR Ghia Roadster 1960                    | N 300           | 26. September 2018              |
| Pontiac Firebird Trans Am 1978                     | N 200           | 5. Dezember 2018                |
| Shelby G.T.350 1965                                | N 300           | 17. Januar 2019                 |
| Shelby Cobra 427 1966                              | N 500           | 27. November 2017               |
| Shelby Cobra Daytona Coupé 1964                    | Gr. X           | 29. August 2018                 |
| Tesla Motors Model S Signature Performance 2012    | Gr. X           | 5. Dezember 2018                |

| Asien-Pazifik                                             | Asien-Pazifik   | Asien-Pazifik                   |
| Fahrzeug                                                  | Leistungsklasse | DLC                             |
| --------------------------------------------------------- | --------------- | ------------------------------- |
| Amuse S2000 GT1 Turbo                                     | N 600           | 29. August 2018                 |
| Daihatsu Copen Active Top 2002                            | N 100           | 30. Juli 2018                   |
| Daihatsu Copen RJ Vision Gran Turismo                     | Gr. X           | –                               |
| Dallara SF19 Super Formula / Honda 2019                   | Gr. X           | 28. März 2019                   |
| Dallara SF19 Super Formula / Toyota 2019                  | Gr. X           | 28. März 2019                   |
| Gran Turismo Red Bull X2014 Junior                        | Gr. X           | 28. März 2018                   |
| Gran Turismo F1500T-A                                     | Gr. X           | 28. Februar 2018                |
| Gran Turismo Red Bull X2014 Standard                      | Gr. X           | 28. März 2018                   |
| Gran Turismo Red Bull X2019 Competition                   | Gr. X           | 27. Juni 2019                   |
| Gran Turismo Racing Kart 125 Shifter                      | Gr. X           | –                               |
| GT Awards (SEMA) Chris Holstrom Concepts 1967 Chevy Nova  | N 700           | 22. Dezember 2017               |
| GT Awards (SEMA) Eckerts Rod & Custom Mach Forty          | N 800           | 28. März 2018                   |
| GT Awards (SEMA) Greddy Fugu Z                            | N 300           | 5. Dezember 2018                |
| Honda Beat 1991                                           | N 100           | 30. Juli 2018                   |
| Honda Fit Hybrid 2014                                     | N 100           | 23. April 2019                  |
| Honda S660 2015                                           | N 100           | 30. Juli 2018                   |
| Honda Civic Type R (EK) 1998                              | N 200           | 31. Juli 2019                   |
| Honda Integra Type R (DC2) 1998                           | N 200           | 17. Januar 2019                 |
| Honda S2000 1999                                          | N 200           | 27. August 2019                 |
| Honda Civic Type R 2015                                   | N 300           | –                               |
| Honda S800 1966                                           | N 100           | 31. Juli 2019                   |
| Honda NSX Type R 1992                                     | N 300           | 26. September 2018              |
| Honda Project 2&4 powered by RC213V                       | Gr. X           | –                               |
| Honda NSX 2017                                            | N 600           | –                               |
| Honda NSX Gr. 4                                           | Gr. 4           | –                               |
| Honda NSX Gr. 3                                           | Gr. 3           | –                               |
| Honda NSX Gr. B Rally Car                                 | Gr. B Rally     | –                               |
| Honda Epson NSX 2008                                      | Gr. 2           | 6. November 2018                |
| Honda Raybrig NSX Concept-GT 2016                         | Gr. 2           | 28. März 2018                   |
| Honda Sports Vision Gran Turismo                          | Gr. X           | –                               |
| Hyundai Genesis Coupé 3.8 Track 2013                      | N 300           | –                               |
| Hyundai Genesis Gr. 4                                     | Gr. 4           | –                               |
| Hyundai Genesis Gr. 3                                     | Gr. 3           | –                               |
| Hyundai Genesis Gr. B Rally Car                           | Gr. B Rally     | –                               |
| Hyundai N 2025 Vision Gran Turismo Gr. 1                  | Gr. 1           | –                               |
| Hyundai N 2025 Vision Gran Turismo                        | Gr. X           | –                               |
| Lexus RC F 2014                                           | N 500           | –                               |
| Lexus LC 500 2017                                         | N 500           | –                               |
| Lexus RC F Gr. 4                                          | Gr. 4           | –                               |
| Lexus RC F GT3 Prototype Emil Frey Racing 2016            | Gr. 3           | –                               |
| Lexus RC F GT3 Emil Frey Racing 2017                      | Gr. 3           | 28. März 2018                   |
| Lexus Petronas TOM'S SC430 2008                           | Gr. 2           | 6. November 2018                |
| Lexus Au TOM’S RC F 2016                                  | Gr. 2           | 28. März 2018                   |
| Lexus LF-LC GT Vision Gran Turismo                        | Gr. X           | –                               |
| Mazda Eunos Roadster (NA Special Package) 1989            | N 200           | 5. März 2019                    |
| Mazda Demio XD Touring 2015                               | N 100           | 31. Oktober 2019                |
| Mazda RX-7 GT-X (FC) 1990                                 | N 200           | 28. März 2018                   |
| Mazda Roadster S 2015                                     | N 100           | –                               |
| Mazda Atenza Sedan XD L Package 2015                      | N 200           | –                               |
| Mazda RX-7 Spirit R Type A (FD) 2002                      | N 300           | 22. Dezember 2017               |
| Mazda Roadster Touring Car                                | N 200           | 31. Juli 2019                   |
| Mazda Atenza Gr. 4                                        | Gr. 4           | –                               |
| Mazda Atenza Gr. 3                                        | Gr. 3           | –                               |
| Mazda RX-VISION GT3 CONCEPT                               | Gr. 3           | 22. Mai 2020                    |
| Mazda RX-500 1970                                         | N 300           | 26. September 2018              |
| Mazda 787B 1991                                           | Gr. 1           | 30. Juli 2018                   |
| Mazda LM55 Vision Gran Turismo Gr. 1                      | Gr. 1           | –                               |
| Mazda LM55 Vision Gran Turismo                            | Gr. X           | –                               |
| Mazda Atenza Gr. 3 Road Car                               | N 500           | (Meilen-Shop)                   |
| Mitsubishi GTO Twin Turbo 1996                            | N 300           | 30. Mai 2018                    |
| Mitsubishi Lancer Evolution IV GSR 1996                   | N 300           | 27. Juli 2019                   |
| Mitsubishi Lancer Evolution Final Edition 2015            | N 300           | –                               |
| Mitsubishi Lancer Evolution Final Edition Gr. 4           | Gr. 4           | –                               |
| Mitsubishi Lancer Evolution Final Edition Gr. 3           | Gr. 3           | –                               |
| Mitsubishi Lancer Evolution Final Edition Gr. B Rally Car | Gr. B Rally     | –                               |
| Mitsubishi Concept XR-PHEV Evolution Vision Gran Turismo  | Gr. X           | –                               |
| Mitsubishi Lancer Evolution Final Edition Gr. B Road Car  | N 500           | (Meilen-Shop)                   |
| Nissan Silvia K’s Dia Selection (S13) 1990                | N 200           | 27. August 2019                 |
| Nissan 180SX Type X 1996                                  | N 200           | 27. Februar 2020                |
| Nissan Fairlady Z Version S (Z33) 2007                    | N 300           | 17. Januar 2019                 |
| Nissan Fairlady Z 300ZX TwinTurbo 2 seater (Z32) 1989     | N 300           | 26. September 2018              |
| Nissan Skyline GT-R V·Spec II (R32) 1994                  | N 300           | 22. Dezember 2017               |
| Nissan Skyline GT-R V·Spec 1997                           | N 300           | 28. März 2018                   |
| Nissan Skyline GT-R V·Spec II Nür (R34) 2002              | N 300           | 22. Dezember 2017               |
| Nissan GT-R Premium Edition 2017                          | N 600           | –                               |
| Nissan GT-R Nismo 2017                                    | N 600           | 28. März 2018                   |
| Nissan GT-R Gr. 4                                         | Gr. 4           | –                               |
| Nissan GT-R Nismo GT3 N24 Schulze Motorsport 2013         | Gr. 3           | –                               |
| Nissan GT-R Gr. B Rally Car                               | Gr.B            | –                               |
| Nissan Xanavi Nismo GT-R 2008                             | Gr. 2           | 6. November 2018                |
| Nissan Motul Autech GT-R 2016                             | Gr. 2           | 28. März 2018                   |
| Nissan R92CP 1992                                         | Gr. 1           | 30. Mai 2018                    |
| Nissan GT-R LM Nismo 2015                                 | Gr. 1           | –                               |
| Nissan Concept 2020 Vision Gran Turismo                   | Gr. X           | –                               |
| Nissan GT-R Safety Car                                    | Gr. X           | (Belohnung)                     |
| RE Amemiya FD3S RX-7                                      | N 400           | 28. November 2019               |
| Subaru BRZ S 2015                                         | N 200           | 30. Mai 2018                    |
| Subaru Impreza Coupe WRX Type R STi Version VI 1999       | N 300           | 27. August 2019                 |
| Subaru WRX STI Type S 2014                                | N 300           | –                               |
| Subaru Impreza 22B-STi Version 1998                       | N 300           | 6. November 2018                |
| Subaru WRX STI Isle of Man Time Attack Car 2016           | Gr. X           | 28. Februar 2018                |
| Subaru WRX Gr. 4                                          | Gr. 4           | –                               |
| Subaru Falken Tire/Turn 14 Distribution BRZ 2017          | Gr. X           | 28. Februar 2018                |
| Subaru WRX Gr. 3                                          | Gr. 3           | –                               |
| Subaru WRX Gr. B Rally Car                                | Gr. B Rally     | –                               |
| Subaru Viziv GT Vision Gran Turismo                       | Gr. X           | –                               |
| Subaru WRX Gr.B Road Car                                  | N 500           | (Meilen-Shop)                   |
| Suzuki Swift Sport 2007                                   | N 100           | 22. Dezember 2017               |
| Toyota Corolla Levin 3door 1600GT APEX (AE86) 1983        | N 100           | 27. August 2019                 |
| Toyota Sprinter Trueno 3door 1600GT APEX (AE86) 1983      | N 100           | 23. April 2019                  |
| Toyota MR2 GT-S 1997                                      | N 200           | 28. Februar 2018                |
| Toyota 86 GT 2015                                         | N 200           | –                               |
| Toyota S-FR 2015                                          | N 100           | –                               |
| Toyota 86 GT „Limited“ 2016                               | N 200           | 28. November 2019               |
| Toyota Supra 3.0GT Turbo A 1988                           | N 300           | 28. Februar 2018                |
| Toyota Supra RZ 1997                                      | N 300           | 26. Januar 2018                 |
| Toyota GR Yaris 1st Edition RZ„High performance“ 2020     | N 300           | 13. November 2020               |
| Toyota 86 GRMN 2016                                       | N 200           | –                               |
| Toyota Tundra TRD Pro 2019                                | N 400           | 27. Juni 2019                   |
| Toyota Crown Athlete G 2013                               | N 300           | 18. Dezember 2019               |
| Toyota Sports 800 1965                                    | N 100           | 27. Juni 2019                   |
| Toyota S-FR Racing Concept 2016                           | N 400           | –                               |
| Toyota GR Supra RZ 2019                                   | N 300           | 5. März 2019                    |
| Toyota GR Supra RZ 2020                                   | N 400           | 23. April 2020                  |
| Toyota 2000 GT 1967                                       | N 200           | 26. Januar 2018                 |
| Toyota 86 Gr. 4                                           | Gr. 4           | –                               |
| Toyota FT-1 Vision Gran Turismo Gr. 3                     | Gr. 3           | –                               |
| Toyota 86 Gr. B Rally Car                                 | Gr. B Rally     | –                               |
| Toyota GR Supra Racing Concept 2018                       | Gr. 3           | 27. April 2018                  |
| Toyota FT-1 2014                                          | Gr. X           | 26. Januar 2018                 |
| Toyota TS030 Hybrid 2012                                  | Gr. 1           | –                               |
| Toyota TS050 Hybrid Toyota Gazoo Racing 2016              | Gr. 1           | –                               |
| Toyota FT-1 Vision Gran Turismo                           | Gr. X           | –                               |
| Toyota Crown Athlete G Safety Car                         | N 300           | 18. Dezember 2019 (Meilen-Shop) |
| Toyota GR Supra (Nürburgring 24 Hours Race 2019 Livery)   | Gr. 4           | 16. Dezember 2019 (Belohnung)   |

| Europa                                                 | Europa          | Europa                          |
| Fahrzeug                                               | Leistungsklasse | DLC                             |
| ------------------------------------------------------ | --------------- | ------------------------------- |
| Abarth 500 2009                                        | N 100           | 29. August 2018                 |
| Abarth 1500 Biposto Bertone B.A.T 1 1952               | N 100           | 29. August 2018                 |
| Alfa Romeo MiTo 1.4 T Sport 2009                       | N 200           | –                               |
| Alfa Romeo 4C Launch Edition 2014                      | N 200           | –                               |
| Alfa Romeo 4C Gr. 4                                    | Gr. 4           | –                               |
| Alfa Romeo 4C Gr. 3                                    | Gr. 3           | –                               |
| Alfa Romeo Giulia TZ2 carrozzata da ZAGATO CN.AR750106 | Gr. X           | 26. September 2018              |
| Alfa Romeo 4C Gr. 3 Road Car                           | N 500           | (Meilen-Shop)                   |
| Alpine A110 Première Édition 2017                      | N 300           | 28. Februar 2018                |
| Alpine A110 1600S 1972                                 | N 100           | 28. Februar 2018                |
| Alpine Vision Gran Turismo                             | Gr. X           | –                               |
| Alpine Vision Gran Turismo Race Mode                   | Gr. X           | –                               |
| Alpine Vision Gran Turismo 2017                        | Gr. 1           | –                               |
| Aston Martin V8 Vantage S 2015                         | N 400           | –                               |
| Aston Martin DB11 2016                                 | N 600           | 28. März 18                     |
| Aston Martin Vantage Gr. 4                             | Gr. 4           | –                               |
| Aston Martin V12 Vantage GT3 2012                      | Gr. 3           | –                               |
| Aston Martin DBR9 GT1 2010                             | Gr. 3           | 27. Februar 2020                |
| Aston Martin One-77 2011                               | N 800           | –                               |
| Aston Martin Vulcan 2016                               | N 800           | –                               |
| Aston Martin DB3S CN.1 '53                             | Gr. X           | 17. Januar 2019                 |
| Aston Martin DP-100 Vision Gran Turismo                | Gr. X           | –                               |
| Audi TT Coupé 3.2 quattro 2003                         | N 200           | 23. April 2019                  |
| Audi TTS Coupé 2014                                    | N 300           | –                               |
| Audi R8 4.2 FSI R Tronic 2007                          | N 400           | 28. Februar 2018                |
| Audi TT Cup 2016                                       | Gr. 4           | –                               |
| Audi Sport quattro S1 Pikes Peak 1987                  | Gr.B Rally      | –                               |
| Audi R8 LMS Audi Sport Team WRT 2015                   | Gr. 3           | –                               |
| Audi R18 TDI Audi Sport Team Joest 2011                | Gr. 1           | –                               |
| Audi R18 Audi Sport Team Joest 2016                    | Gr. 1           | 27. November 2017               |
| Audi Vision Gran Turismo                               | Gr. 1           | 9. April 2018                   |
| Audi E-Tron Vision Gran Turismo                        | Gr. X           | 9. April 2018                   |
| BMW i3 2015                                            | Gr. X           | –                               |
| BMW M3 Coupé 2003                                      | N 300           | 28. November 2019               |
| BMW M3 Coupé 2007                                      | N 400           | 5. Dezember 2018                |
| BMW M4 Coupé 2014                                      | N 400           | –                               |
| BMW Z8 2001                                            | N 400           | 17. Januar 2019                 |
| BMW M3 Sport Evolution 1989                            | N 200           | 28. März 2018                   |
| BMW M4 Gr. 4                                           | Gr. 4           | –                               |
| BMW Z4 GT3 2011                                        | Gr. 3           | –                               |
| BMW M3 GT BMW Motorsport 2011                          | Gr. 3           | 26. September 2018              |
| BMW M6 GT3 Walkenhorst Motorsport 2016                 | Gr. 3           | –                               |
| BMW M6 GT3 M Power Livery 2016                         | Gr. 3           | –                               |
| BMW Vision Gran Turismo                                | Gr. X           | –                               |
| BMW M4 Safety Car                                      | Gr. X           | (Meilen-Shop)                   |
| Bugatti Veyron Gr. 4                                   | Gr. 4           | –                               |
| Bugatti Vision Gran Turismo Gr. 1                      | Gr. 1           | –                               |
| Bugatti Veyron 16.4 2013                               | N 1000          | –                               |
| Bugatti Vision Gran Turismo                            | Gr. X           | –                               |
| Citroën DS3 Racing 2011                                | N 200           | –                               |
| Citroën GT by Citroën Road Car                         | N 500           | –                               |
| Citroën GT by Citroën Gr. 4                            | Gr. 4           | –                               |
| Citroën GT by Citroën Race Car Gr. 3                   | Gr. 3           | –                               |
| De Tomaso Pantera 1971                                 | N 300           | 28. Februar 2018                |
| Ferrari 512 BB 1976                                    | N 400           | 26. Januar 2018                 |
| Ferrari 458 Italia 2009                                | N 600           | –                               |
| Ferrari 458 Italia Gr. 4                               | Gr. 4           | –                               |
| Ferrari F40 1992                                       | N 500           | 22. Dezember 2017               |
| Ferrari 458 Italia GT3 2013                            | Gr. 3           | –                               |
| Ferrari Dino 246 GT 1971                               | N 200           | 17. Januar 2019                 |
| Ferrari Enzo Ferrari 2002                              | N 700           | 22. Dezember 2017               |
| Ferrari 365 GTB4 1971                                  | N 400           | 26. September 2019              |
| Ferrari LaFerrari 2013                                 | N 1000          | –                               |
| Ferrari GTO 1984                                       | N 400           | 6. November 2018                |
| Ferrari F50 1995                                       | N 500           | 5. Dezember 2018                |
| Ferrari 250 GT Berlinetta passo corto CN.2521 1961     | N 300           | 28. März 2019                   |
| Ferrari 330 P4 1967                                    | Gr. X           | 26. Januar 2018                 |
| Ferrari 250 GTO CN.3729GT 1962                         | Gr. X           | 30. Juli 2018                   |
| Fiat 500 F 1968                                        | N 100           | 30. Mai 2018                    |
| Fiat 500 1.2 8V Lounge SS 2008                         | N 100           | 28. Februar 2020                |
| IsoRivolta Zagato Vision Gran Turismo                  | Gr. X           | 27. November 2017               |
| Jaguar F-Type R Coupé 2014                             | N 600           | –                               |
| Jaguar E-Type Coupé 1961                               | N 300           | 6. November 2018                |
| Jaguar F-Type Gr. 4                                    | Gr. 4           | –                               |
| Jaguar F-Type Gr. 3                                    | Gr. 3           | –                               |
| Jaguar XJR-9 1988                                      | Gr. 1           | 30. Mai 2018                    |
| Jaguar D-Type '54                                      | Gr. X           | 31. Juli 2019                   |
| Jaguar XJ13 1966                                       | Gr. X           | 26. Januar 2018                 |
| Jaguar Vision Gran Turismo Coupé 2020                  | Gr. X           | 28. November 2019               |
| KTM X-Bow R 2012                                       | N 300           | 22. Dezember 2017               |
| Lancia Delta HF Integrale Evoluzione 1991              | N 200           | 29. August 2018                 |
| Lancia Stratos 1973                                    | N 200           | 28. März 2019                   |
| Lamborghini Huracán LP 610-4 2015                      | N 600           | –                               |
| Lamborghini Diablo GT 2000                             | N 600           | 26. Januar 2018                 |
| Lamborghini Huracán Gr. 4                              | Gr. 4           | –                               |
| Lamborghini Aventador LP700-4 2011                     | N 700           | 28. Februar 2018                |
| Lamborghini Huracán GT3 2015                           | Gr. 3           | –                               |
| Lamborghini Countach 25th Anniversary 1988             | N 500           | 28. März 2019                   |
| Lamborghini Aventador LP750-4 Superveloce 2015         | N 800           | 31. Oktober 2019                |
| Lamborghini Countach LP400 1974                        | N 400           | 22. Dezember 2017               |
| Lamborghini Veneno 2014                                | N 800           | –                               |
| Lamborghini Miura P400 Bertone Prototype CN.0706 1967  | N 400           | 30. Mai 2018                    |
| Maserati GranTurismo S 2008                            | N 400           | 6. November 2018                |
| McLaren MP4-12C 2010                                   | N 600           | –                               |
| McLaren 650S Coupé 2014                                | N 700           | –                               |
| McLaren 650S Gr. 4                                     | Gr. 4           | –                               |
| McLaren F1 GTR–BMW (Kokusai Kaihatsu UK Racing) 1995   | Gr. 3           | 5. März 2019                    |
| McLaren 650S GT3 2015                                  | Gr. 3           | –                               |
| McLaren F1 1994                                        | N 600           | 26. Januar 2018                 |
| McLaren Ultimate Vision Gran Turismo Gr. 1             | Gr. 1           | –                               |
| McLaren P1 GTR 2016                                    | Gr. X           | 5. Dezember 2018                |
| McLaren Ultimate Vision Gran Turismo                   | Gr. X           | –                               |
| Mercedes-Benz A 45 AMG 4Matic 2013                     | N 400           | –                               |
| Mercedes-AMG GT S 2015                                 | N 500           | –                               |
| Mercedes-Benz SLS AMG 2010                             | N 600           | –                               |
| Mercedes-Benz SLS AMG Gr. 4                            | Gr. 4           | –                               |
| Mercedes-Benz SLS AMG GT3 2011                         | Gr. 3           | –                               |
| Mercedes-AMG GT3 AMG-Team HTP-Motorsport 2016          | Gr. 3           | –                               |
| Mercedes-Benz SLR McLaren 2009                         | N 600           | 5. März 2019                    |
| Sauber-Mercedes C9 1989                                | Gr. 1           | 30. Mai 2018                    |
| Mercedes-AMG F1 W08 EQ Power+ 2017                     | Gr. X           | 30. Juli 2018                   |
| Mercedes-AMG F1 W08 EQ Power+ Color Variation 2017     | Gr. X           | 30. Juli 2018                   |
| Mercedes-Benz 300 SEL 6.8 AMG S 1971                   | Gr. X           | 31. Oktober 2019                |
| Mercedes-Benz AMG Vision Gran Turismo                  | Gr. X           | –                               |
| Mercedes-Benz AMG Vision Gran Turismo Racing Series    | Gr. X           | –                               |
| Mercedes-AMG GT Safety Car                             | Gr. X           | (Meilen-Shop)                   |
| Mini Cooper S 2005                                     | N 200           | 6. November 2018                |
| Mini-Cooper S 1965                                     | N 100           | 29. August 2018                 |
| Mini Clubman Vision Gran Turismo                       | Gr. X           | –                               |
| Pagani Huayra 2013                                     | N 700           | 5. März 2019                    |
| Pagani Zonda R 2009                                    | Gr. X           | 6. November 2018                |
| Peugeot 208 GTi by Peugeot Sport 2014                  | N 200           | –                               |
| Peugeot RCZ GT Line 2015                               | N 200           | –                               |
| Peugeot RCZ Gr. 4                                      | Gr. 4           | –                               |
| Peugeot Vision Gran Turismo Gr. 3                      | Gr. 3           | –                               |
| Peugeot RCZ Gr. 3                                      | Gr. 3           | –                               |
| Peugeot RCZ Gr.B Rally Car                             | Gr.B Rally      | –                               |
| Peugeot 908 HDi FAP Team Peugeot Total 2010            | Gr. 1           | –                               |
| Peugeot Vision Gran Turismo                            | Gr. X           | –                               |
| Peugeot L500R Hybrid Vision Gran Turismo 2017          | Gr. X           | –                               |
| Peugeot L750R Hybrid Vision Gran Turismo 2017          | Gr. 1           | –                               |
| Peugeot RCZ Gr. 3 Road Car                             | N 500           | (Meilen-Shop)                   |
| Porsche 911 Turbo (930) 1981                           | N 300           | 31. Juli 2019                   |
| Porsche 911 GT3 2001                                   | N 400           | 26. September 2018              |
| Porsche 911 GT3 RS 2009                                | N 400           | 26. September 2018              |
| Porsche Taycan Turbo S 2019                            | Gr. X           | 31. Oktober 2019                |
| Porsche 911 GT3 RS 2016                                | N 500           | –                               |
| Porsche Cayman GT4 Clubsport 2016                      | Gr. 4           | –                               |
| Porsche 911 RSR 2017                                   | Gr. 3           | –                               |
| Porsche 911 Carrera RS Club Sport (993) 1995           | N 300           | 18. Dezember 2019               |
| Porsche 919 Hybrid Porsche Team 2016                   | Gr. 1           | –                               |
| Porsche 962 C Porsche Team 1988                        | Gr. 1           | 23. April 2019                  |
| Porsche 356 A/1500 GS GT Carrera Speedster '56         | N 100           | 17. Januar 2019                 |
| Renault R8 Gordini 1966                                | Gr. X           | 23. April 2019                  |
| Renault Sport Clio R.S. 220 EDC Trophy 2015            | N 200           | –                               |
| Renault Sport Clio R.S. 220 EDC Trophy 2016            | N 200           | 30. Mai 2018                    |
| Renault Sport Mégane R.S. Trophy 2011                  | N 300           | –                               |
| Renault Sport Clio V6 24V 2000                         | N 200           | 27. Juni 2019                   |
| Renault Sport Mégane Trophy 2011                       | Gr. 4           | 30. Mai 2018                    |
| Renault Sport Mégane Gr. 4                             | Gr. 4           | –                               |
| Renault Sport R.S.01 GT3 2016                          | Gr. 3           | –                               |
| Renault Sport R.S.01 2016                              | Gr. X           | –                               |
| Renault Sport Mégane R.S. Trophy Safety Car            | N 300           | 18. Dezember 2019 (Meilen-Shop) |
| Ruf CTR3 2007                                          | N 700           | 28. November 2019               |
| TVR Tuscan Speed 6 2000                                | N 400           | 17. Januar 2019                 |
| Volkswagen Golf I GTI 1983                             | N 100           | 18. Dezember 2019               |
| Volkswagen Golf VII GTI 2014                           | N 200           | –                               |
| Volkswagen 1200 1966                                   | N 100           | 29. August 2018                 |
| Volkswagen Samba Bus Typ 2 (T1) 1962                   | N 100           | 22. Dezember 2017               |
| Volkswagen Scirocco Gr. 4                              | Gr. 4           | –                               |
| Volkswagen GTI Vision Gran Turismo Gr. 3               | Gr. 3           | –                               |
| Volkswagen Beetle Gr. 3                                | Gr. 3           | –                               |
| Volkswagen GTI Roadster Vision Gran Turismo            | Gr. X           | –                               |
| Volkswagen GTI Supersport Vision Gran Turismo          | Gr. X           | –                               |

1. ↑  Das Nissan GT-R Safety Car erhalten Spieler für das Erzielen von Goldzeiten in allen Fahrschulherausforderungen.
2. ↑  Den Toyota GR Supra (Nürburgring 24 Hours Race 2019 Livery) erhielten Spieler als Belohnung für die Teilnahme an einer Umfrage.

## Streckenliste
Am 18. Dezember 2019 enthielt Gran Turismo Sport folgende Strecken:
| Reale Rennstrecken     | Reale Rennstrecken                               | Reale Rennstrecken | Reale Rennstrecken |
| Land                   | Strecke                                          | Layouts            | DLC (Hauptstrecke) |
| ---------------------- | ------------------------------------------------ | ------------------ | ------------------ |
| Australien             | Mount Panorama Motor Racing Circuit              | 1                  | –                  |
| Belgien                | Circuit de Spa-Francorchamps                     | 1                  | 31. Oktober 2019   |
| Brasilien              | Autódromo De Interlagos                          | 1                  | –                  |
| Deutschland            | Nürburgring                                      | 3                  | –                  |
| Frankreich             | Circuit de la Sarthe                             | 2                  | 29. Mai 2018       |
| Italien                | Autodromo Nazionale Monza                        | 2                  | 25. Januar 2018    |
| Japan                  | Autopolis International Racing Course            | 2                  | 5. März 2019       |
| Japan                  | Fuji Speedway                                    | 2                  | 26. September 2018 |
| Japan                  | Suzuka Circuit                                   | 2                  | –                  |
| Japan                  | Tsukuba Circuit                                  | 1                  | 28. März 2018      |
| Osterreich             | Red Bull Ring                                    | 2                  | 29. August 2018    |
| Spanien                | Circuit de Barcelona-Catalunya Grand Prix Layout | 1                  | 6. November 2018   |
| Vereinigte Staaten     | WeatherTech Raceway Laguna Seca                  | 1                  | 18. Dezember 2019  |
| Vereinigte Staaten     | Willow Springs                                   | 5                  | –                  |
| Vereinigtes Konigreich | Brands Hatch                                     | 2                  | –                  |
| Vereinigtes Konigreich | Goodwood Motor Circuit                           | 1                  | 30. Mai 2019       |

| Fiktive Rennstrecken | Fiktive Rennstrecken           | Fiktive Rennstrecken | Fiktive Rennstrecken | Fiktive Rennstrecken |
| Land                 | Strecke                        | Layouts              | Hauptstrecke         | Hauptstrecke         |
| Land                 | Strecke                        | Layouts              | Länge                | DLC                  |
| -------------------- | ------------------------------ | -------------------- | -------------------- | -------------------- |
| Frankreich           | Alsace                         | 2                    | 05.423 m             | –                    |
| Frankreich           | Sainte-Croix Circuit           | 6                    | 09.477 m             | 30. Juli 2018        |
| Italien              | Autodromo Lago Maggiore        | 8                    | 05.809 m             | –                    |
| Italien              | Sardegna                       | 2                    | 03.310 m             | –                    |
| Italien              | Sardegna – Road Track          | 6                    | 05.113 m             | 27. Juni 2019        |
| Japan                | Broad Bean Raceway             | 2                    | 01.665 m             | –                    |
| Japan                | Kyoto Driving Park             | 5                    | 04.912 m             | –                    |
| Vereinigte Staaten   | Special Stage Route X          | 1                    | 30.283 m             | –                    |
| Japan                | Tokyo Expressway               | 4                    | 07.301 m             | –                    |
| Japan                | Tokyo Expressway „South Route“ | 2                    | 05.201 m             | 5. Dezember 2018     |
| Kroatien             | Dragon Trail                   | 4                    | 05.209 m             | –                    |
| Mexiko               | Fishermans Ranch               | 2                    | 06.893 m             | –                    |
| Vereinigte Staaten   | Blue Moon Bay Speedway         | 6                    | 03.200 m             | –                    |
| Vereinigte Staaten   | Colorado Springs               | 2                    | 02.990 m             | –                    |
| Vereinigte Staaten   | Northern Isle Speedway         | 1                    | 0.0900 m             | –                    |

## Entwicklung
Erstmals angekündigt wurde  Gran Turismo Sport  auf der Paris Games Week im Jahr 2015. Nach mehreren Verschiebungen seitens des Entwicklers Polyphony Digital, wird der Erscheinungstermin in Europa mit dem 18. Oktober 2017 angegeben. Der Chefentwickler Kazunori Yamauchi spricht davon, dass das Spiel der Beginn einer neuen Ära für die Serie bedeutet und den Anfang der zweiten Generation an Rennsimulationen darstellt, welche auch die erweiterten Grafikfähigkeit und Rechenleistung der PlayStation 4 nutzt. Ebenfalls werden einzelne Spielmodi die Virtual-Reality-Brille PlayStation VR unterstützen.
Am 29. September 2023 gab der Hersteller über die eigene Webseite bekannt, dass die Onlinedienste des Spiels zum 31. Januar 2024 eingestellt werden. Der Verkauf von Inhalten aus dem Playstation-Store für das Spiel soll zudem bereits am 1. Dezember 2023 enden. Danach wird es laut Hersteller keine Möglichkeit mehr geben, auf Onlinefunktionen wie die Community und die „Offene Lobby“ sowie auf Onlinegegenstände, wie z. B. Lackierungen des Spiels zuzugreifen. Offline verfügbare Spielinhalte werden weiterhin verfügbar bleiben.

## Rezeption
Gelobt wurde das Spiel aufgrund der Optik der Fahrzeuge und Strecken und des realistischen Fahrverhaltens. Zudem wurde die FIA-Zertifizierung gelobt.
Kritisiert wurde bei der Erstveröffentlichung der Mangel an Inhalten des Spiels. Dies betraf insbesondere die geringe Zahl an Fahrzeugen und Rennstrecken und den geringen Umfang des Einzelspieler-Modus. Nachdem das Spiel durch verschiedene kostenlose Updates erweitert worden war, wurden teilweise auch die Bewertung geändert, da es nun deutlich mehr Optionen im Einzelspieler-Modus, an Strecken und Fahrzeugen gibt. Die meisten Rezensionen beschränken sich allerdings auf die erste Version des Spiels.